# Gare de Vieux-Thann
Ne doit pas être confondu avec Gare de Vieux-Thann-ZI.
La gare de Vieux-Thann est une gare ferroviaire française de la ligne de Lutterbach à Kruth, située sur le territoire de la commune de Vieux-Thann dans le département du Haut-Rhin, en région Grand Est.
C'est une halte ferroviaire de la Société nationale des chemins de fer français (SNCF) desservie par des trains TER Grand Est et du Tram-train Mulhouse-Vallée de la Thur.

## Situation ferroviaire
Établie à 329 m d'altitude, la gare de Vieux-Thann est située au point kilométrique (PK) 13,270 de la ligne de Lutterbach à Kruth, entre les gares de Vieux-Thann-ZI et de Thann.

## Histoire
La ligne de Mulhouse à Thann est inaugurée le 1er septembre 1839. Cependant, la gare de Vieux-Thann a été mise en service ultérieurement.
Depuis le 12 décembre 2010, la gare est desservie par le tram-train Mulhouse Vallée de la Thur.

## Fréquentation
De 2015 à 2024, selon les estimations de la SNCF, la fréquentation annuelle de la gare s'élève aux nombres indiqués dans le tableau ci-dessous.
| Année                      | 2015    | 2016    | 2017    | 2018    | 2019    | 2020    | 2021    | 2022    | 2023    | 2024    |
| -------------------------- | ------- | ------- | ------- | ------- | ------- | ------- | ------- | ------- | ------- | ------- |
| Voyageurs                  | 158 063 | 169 343 | 169 322 | 157 296 | 154 545 | 141 694 | 142 906 | 154 416 | 206 559 | 211 345 |
| Voyageurs et non voyageurs | 197 578 | 211 678 | 211 653 | 196 620 | 193 182 | 177 118 | 178 632 | 193 020 | 258 198 | 264 182 |

## Service des voyageurs

### Accueil
Halte SNCF, c'est un point d'arrêt à entrée libre. Elle est équipée d'automates pour l'achat de titres de transport.

### Desserte
Vieux-Thann est desservie par des trains TER Grand Est qui effectuent des missions entre les gares de Mulhouse et de Kruth. Elle est également desservie par le Tram-train Mulhouse-Vallée de la Thur.

### Intermodalité
Un parc pour les vélos et un parking pour les véhicules sont aménagés.
Desserte CARS CG68 : lignes 563 - 605.